# Polysporangiophyta
Polysporangiophyta (ou Polysporangiomorpha) é um grupo de plantas embriófitas. Os eixos, que se ramificam, terminam em esporângios. Inclui a maioria das plantas terrestres (Embryophyta) excepto os briófitos. A sua definição é independente da presença ou não de tecido vascular.
Alguns dos membros mais antigos deste grupo são os géneros Cooksonia e Aglaophyton.

## Classificação
- Plantas terrestres não-vasculares
  - †Horneophytopsida
  - †Aglaophyton
- Plantas vasculares
  - †Rhyniophyta
  - †Zosterophyllophyta
  - Lycopodiophyta
  - †Trimerophytophyta
  - Monilophyta
  - Spermatophyta
    - †Pteridospermatophyta
    - Pinophyta
    - Cycadophyta
    - Ginkgophyta
    - Gnetophyta
    - Magnoliophyta
- †Plantas pré-vasculares
  - †Horneophytopsida